# 贵德县
36°02′25″N 101°26′00″E / 36.04015°N 101.433298°E
贵德县，是中华人民共和国青海省海南藏族自治州东北部的一个县，县治河陰鎮，贵德县坐落于黄河南岸，有黄河清大桥连接两岸，黄河流经境内76.8公里。面积3504平方公里，平均海拔2200米。总人口約11萬人。縣人民政府駐河陰鎮。

## 历史
贵德县历史最早可追溯到新石器时代，在西汉时属河关县，元代至元八年（1271年）在此设立贵德州，民国后成立贵德县。贵德县内的古城墙修建于明代洪武七年（1374年），洪武十三年（1380年）建成。

## 人口
根據貴德縣第七次全國人口普查公報，全縣常住人口为105645人，漢族人口為46950人，佔全縣的44.44%；各少數民族人口為58695人，佔55.56%。與2010年第六次全國人口普查相比，漢族人口減少1804人，下降3.70%；各少數民族人口增加5678人，增長10.71%。

## 地理
贵德县全县面积3504平方公里，位于海南藏族自治州东南，西与同州的贵南县、共和县毗连。平均海拔2200米，海拔最高点扎麻日甘山，5011米，最低点松巴峡上口，2170米。黄河流经境内76.8km，在拉西瓦至阿什贡段有许多湿地，黄河清湿地公园面积4516平方千米，其中的水生植物以芦苇和香蒲为主。

## 行政区划
贵德县下辖4个镇、2个乡、1个民族乡：
河阴镇、河西镇、拉西瓦镇、常牧镇、河东乡、新街回族乡和尕让乡。

## 名人
- 張培元
- 張荫西

## 特产
贵德蜂蜜：中国地理标志产品。